# Silvério José Nery

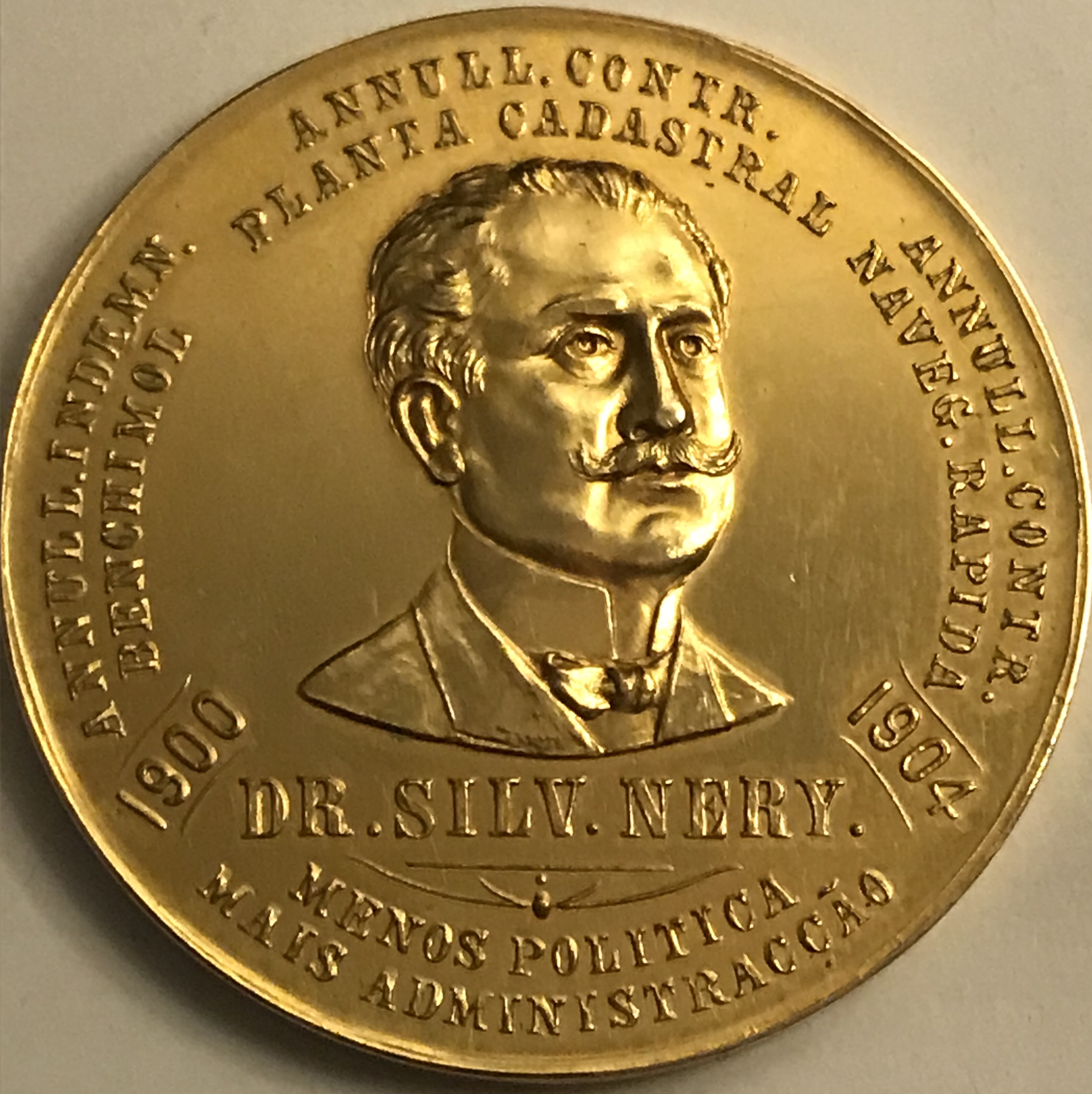
Silvério José Nery-Medaille

Silvério José Nery (Néri) (* 8. Oktober 1858 in Coari, Amazonas; † 25. Juni 1934 in Manaus) war ein brasilianischer Politiker, der unter anderem von 1900 bis 1904 Gouverneur von Amazonas sowie Mitglied des Senats war.

## Leben
Silvério José Nery absolvierte die Escola Militar und war danach als Offizier tätig. Nach seinem Ausscheiden aus dem Militärdienst arbeitete er als Ingenieur sowie als Journalist. Seine politische Laufbahn begann er in der Kommunalpolitik als Stadtrat (Vereador) von Manaus, in dem er sich für die Errichtung des Praça da Saudade einsetzte, eines Platzes im historischen Zentrum der Stadt. 1882 wurde er Mitglied der Abgeordnetenversammlung der Provinz Amazonas, der er bis 1889 angehörte. 1893 wurde er Mitglied der Legislativversammlung von Amazonas (Assembleia Legislativa do Estado do Amazonas) und gehörte dieser bis 1896 an. Daraufhin war er zwischen 1896 und 1900 Mitglied der Abgeordnetenkammer Brasiliens (Câmara dos Deputados do Brasil) und vertrat dort bis 1899 die Interessen von Amazonas. 1900 war er für kurze Zeit Mitglied des Bundessenats (Senado Federal).
Nach seinem Ausscheiden aus dem wurde Nery am 23. Juli 1900 Gouverneur des Bundesstaates Amazonas und übte dieses Amt genau vier Jahre lang bis zum 23. Juli 1904 aus. Während seiner Amtszeit begannen die Arbeiten zum Bau des Hafens von Manaus, des Porto de Manaus, der 1907 eröffnet wurde. Zudem kam es am 2. Januar 1904 zur Gründung der Tageszeitung Jornal do Commercio. Nach Beendigung seiner Amtszeit als Gouverneur wurde er 1904 für den Bundesstaat Amazonas erneut zum Mitglied des Senats gewählt und gehörte diesem nunmehr bis 1930 an.